# Compsenia melanozona
Compsenia melanozona är en fjärilsart som beskrevs av George Francis Hampson. Compsenia melanozona ingår i släktet Compsenia och familjen nattflyn. Inga underarter finns listade i Catalogue of Life.